# Школа тракторных бригадиров
Шко́ла тра́кторных бригади́ров — посёлок в Зубово-Полянском районе Мордовии. Входит в состав Зубово-Полянского городского поселения.

## География
Расположен на юго-западе республики, вблизи восточной окраины посёлка Зубова Поляна в 100 км к юго-западу от Сарова и в 150 км к западу от Саранска. С трёх сторон окружён лесами. В 1 км к западу от посёлка протекает река Парца (имеются железнодорожный, автомобильный и пешеходный мосты к Зубовой Поляне).
У северной окраины посёлка проходит ж.-д. линия Москва — Самара (ближайшая станция Зубова Поляна находится в 2 км к западу).
На юге вблизи посёлка проходит автодорога М5 «Урал», от неё через посёлок отходит автодорога на север в Теньгушево (на Муром, Саров, Арзамас). От посёлка на восток отходит дорога к селу Новая Потьма.

## История
Основан в 1931 году переселенцами из сел Зубова Поляна и Потьма для работы в совхозе «Животновод».

## Население
| 2002 | 2010 |
| ---- | ---- |
| 442  | ↘429 |

Национальный состав: мордва — 70 %, русские — 29 %.